# ایگوانا (فیلم)
«ایگوانا» (انگلیسی: Iguana) یک فیلم به کارگردانی مونته هلمن است که در سال ۱۹۸۸ منتشر شد. از بازیگران آن می‌توان به اورت مک‌گیل، فابیو تستی و مایکل مدسن اشاره کرد.